# Mein (Film)
Mein ist ein deutsches Psychodrama von Detlef Bothe aus dem Jahr 2009.

## Handlung
Ein Paar, die junge Frau Maggie und der etwa doppelt so alte Klaus, reisen mit dem Wohnmobil umher und übernachten auf Campingplätzen. Der Mann tritt dominant auf und kontrolliert seine junge Partnerin. Nachdem Maggie Kontakt zu einem anderen Camper sucht, wird sie gewaltsam entfernt, den Camper erschlägt Klaus mit einem Hammer. Auf der Weiterfahrt erschlägt Klaus eine Frau, welche die Polizei rufen wollte. Als eine Zivilstreife sich dem geparkten Wohnmobil nähert und dort eine Vermisstenanzeige über ein zehnjähriges Mädchen findet, rennt Maggie in die Arme einer Polizistin. Sofort schlägt Klaus die Polizisten nieder. Einer von ihnen kann sich jedoch aufrichten und ein Schuss fällt. Klaus sackt zusammen in die Arme von Maggie und beteuert seine Liebe zu ihr.

## Kritik
„Regisseur Detlef Bothe, der auch den Klaus spielt, nimmt sich eines aktuellen Themas an und sorgt für eine beklemmende Stimmung in den Kinosälen.“